# Auke van der Zweep
Auke van der Zweep (Leeuwarden, 13 augustus 1882 - Utrecht, 9 mei 1959) was een wapentekenaar voor de Hoge Raad van Adel.

## Achtergrond
Van der Zweep was als geografisch tekenaar werkzaam op het Geografisch Instituut van de Rijksuniversiteit Utrecht. Hij maakte onder meer topografische en morfologische kaarten.

## Heraldiek
Van der Zweep is verantwoordelijk voor het wapenontwerp voor prins Bernhard, dat op 6 januari 1936 aan laatstgenoemde verleend werd. Datzelfde jaar ontwierp hij het wapen voor Ch.A.A.M.F.A. Von Oberndorff. Vermoedelijk kreeg hij deze opdracht omdat hij het wapen voor de prins had ontworpen. Van der Zweep staat bekend om zijn harde lijnen en felle kleuren.
In 1948 schilderde hij het wapen van de prinsesjes op de wagonette voor prinses Juliana, die door een Utrechtse vereniging aan haar aangeboden werd. Van der Zweep was tevens wapenschilder voor de Ridderlijke Duitsche Orde.

## Persoonlijk
Van der Zweep was de oudste zoon van een gezin uit Friesland. Het gezin met vader Wybe, moeder Entje van der Zweep-Eijsma en hun twee zoontjes, verhuisde rond 1885 van Leeuwarden naar Utrecht. Daar kreeg Auke nog twee broers en zussen. Zijn jongste broer Douwe werkte ook voor de Rijksuniversiteit Utrecht. Hij was anatomisch illustrator en kunstschilder. Auke van der Zweep trouwde in 1914 met Ida Johanna Cornelia de Jong (1887-1966).